# Eleições presidenciais no Suriname em 2010
As eleições presidenciais surinamesas de 2010 foram realizadas em 19 de julho, de forma indireta (pelo parlamento).  Foi reeleito com 36 votos (69,23%) o ex-ditador Dési Bouterse contra 16 (30,77%) de Chan Santokhi.